# ミール出版所
ミ―ル出版所（ミールしゅっぱんしょ、ロシア語: Издательство «Мир»、英語: Mir Publishers）はソビエト連邦の主要な出版社のひとつであり、現在のロシア連邦でも存在し続けている。1946年にソ連の閣僚理事会令により設立され、それ以来ロシア・モスクワに本部がある。国家により資金提供を完全に受けており、そのため書籍を低価格で出版できてきた。
その出版分野は、科学と工学関係（数学、物理学、化学、生物学、農業、運輸、エネルギーなど）の国内および国外からの翻訳であった。多くのソ連の科学者やエンジニアが、その貢献者であった。スタッフは元のロシア語から翻訳を提供した。またソ連時代には、外国の科学と科学普及の本だけでなく、空想科学小説の翻訳書でも知られていた。ミールの本の多くは、様々な国で科学研究の教科書として使用された。
この出版社はソビエト連邦の解消後も存続し、最終的に民営化された後、文芸、交通、化学、冶金関係などの出版社を合併した。
2008年、同社は破産事件に直面した。しかし、債権者への支払いを完全に終わり、この件は2009年6月2日にモスクワ仲裁裁判所により取り消された。

## 参照項目
- 外国語出版所
- プログレス出版所
- ナウカ (ロシアの出版社)